# Kleinzahn-Sandtigerhaie
Die Kleinzahn-Sandtigerhaie (Odontaspis) sind eine Gattung aus der Ordnung der Makrelenhaiartigen (Lamniformes). Sie beinhaltet nur zwei Arten, den Schildzahnhai (Odontaspis ferox) und den Großaugen-Sandtigerhai (Odontaspis noronhai). Es handelt sich um große Haiarten mit Körperlängen von durchschnittlich 3 Metern, die Maximallängen können bis über 4 Meter betragen.

## Merkmale

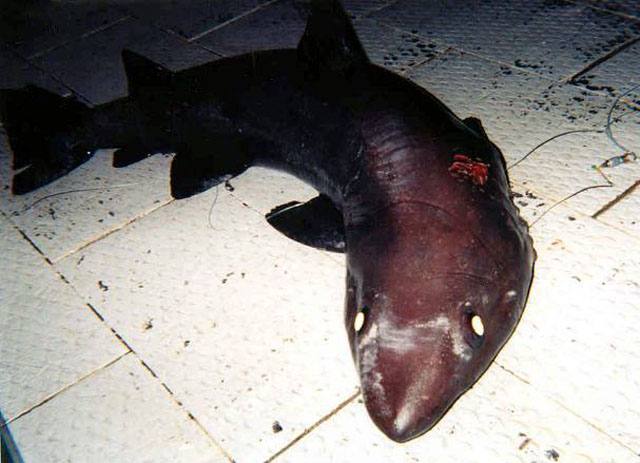
Großaugen-Sandtigerhai (Odontaspis noronhai)

Bei den beiden Arten der Gattung handelt es sich um große Haie mit der typischen stromlinienförmigen Gestalt pelagisch lebender Arten. Sie erreichen eine Körperlänge von durchschnittlich mehr als 3 Metern, wobei der Großaugen-Sandtigerhai eine Maximallänge von 3,60 und der Schildzahnhai sogar von 4,10 Meter erreichen kann. Der Schildzahnhai ist grau bis graubraun gefärbt und häufig mit Flecken gezeichnet, der Großaugen-Sandtigerhai ist dagegen deutlich dunkler rotbraun bis schwarz und ungezeichnet.
Im Vergleich zum Sandtigerhai (Carcharias taurus) haben sie eine konisch zulaufende Schnauze und vergleichsweise große Augen. Die erste Rückenflosse ist bei ihnen zudem deutlich größer als die zweite und die Afterflosse und sie liegt deutlich näher an den Brustflossen als an den Bauchflossen. Wie beim Sandtigerhai sind die Zähne auch bei geschlossenem Maul deutlich sichtbar, sie sind jedoch kleiner und stehen weniger dicht im Ober- und Unterkiefer.

## Verbreitung
Die beiden Arten der Gattung kommen weltweit in tropischen Meeresgebieten vor, sind jedoch jeweils nur von wenigen isolierten Gebieten bekannt. Der Schildzahnhai kommt außer im Atlantik, Pazifik und Indik auch im Mittelmeer vor, während der Großaugen-Sandtigerhai nur lokal aus einigen Gebieten des Atlantik und des Zentralpazifik dokumentiert ist.
Der Schildzahnhai lebt im Bereich des Kontinentalschelfs in Tiefen bis zu 420 m, der Großaugen-Sandtigerhai ist dagegen eine ausgesprochene Tiefseeart mit einer Verbreitung in Tiefen zwischen 600 und 1000 Metern. Beide leben nahe dem Meeresboden, ersterer kann jedoch auch in höheren Freiwasserschichten sowie im Gebiet von felsigen Korallenriffen vorkommen.

## Lebensweise
Über die Lebensweise der beiden Arten, insbesondere die des Großaugen-Sandtigerhais, liegen nur sehr wenige Informationen vor. Sie sind lebendgebärend (vivipar), wobei sich die Embryonen in der Gebärmutter von jüngeren Eiern und Embryonen ernähren. Beide Haie ernähren sich von Knochenfischen und wirbellosen Tieren.

## Systematik

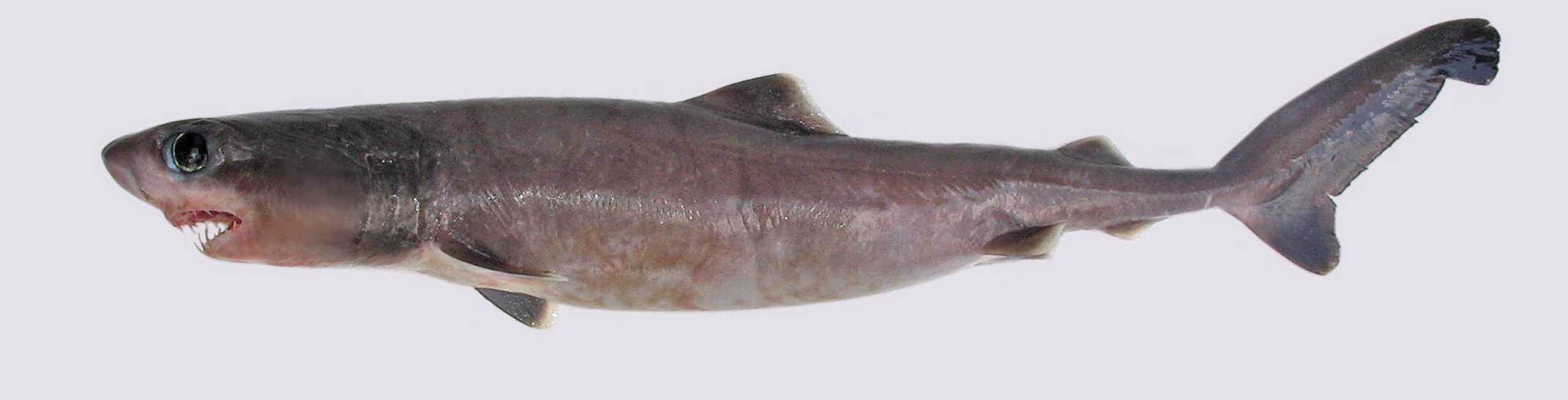
Der Krokodilshai (Pseudocarcharias kamoharai) ist ein naher Verwandter der Gattung Odontaspis

Die Gattung Odontaspis wurde im Jahr 1838 durch den schweizerisch-amerikanischer Naturforscher Louis Agassiz eingeführt. Die  Typusart ist Odontaspis ferox. Die Gattung gehört zur Ordnung der Makrelenhaiartigen (Lamniformes) und wird dort in die Familie Odontaspididae gestellt, zu der bis November 2019 auch der Sandtigerhai (Carcharias taurus) gehörte.
Wie verschiedene Arbeiten zur Makrelenhaisystematik bzw. Knorpelfischsystematik ergaben ist Odontaspis jedoch nicht besonders nah mit dem Sandtigerhai verwandt. Die nächsten Verwandten von Odontaspis sind die Fuchshaie (Alopiidae), der Riesenmaulhai (Megachasmidae) und der Krokodilhai (Pseudocarchariidae), während der Sandtigerhai mit den Makrelenhaien (Lamnidae) und dem Riesenhai (Cetorhinidae) eine gemeinsame Klade innerhalb der Makrelenhaiartigen bildet. Um wieder zu monophyletischen Familien zu kommen wurde deshalb im November 2019 die Familie Carchariidae revalidiert, die im Jahr 1838 durch die deutschen Anatomen und Zoologen Johannes Müller und Jakob Henle eingeführt wurde. Der Sandtigerhai ist die einzige Art der Carchariidae, während bei den Odontaspididae nur die Gattung Odontaspis verbleibt.

## Arten
- Schildzahnhai (Odontaspis ferox (Risso, 1810)),
- Großaugen-Sandtigerhai (Odontaspis noronhai (Maul, 1955))

## Gefährdung
Der Schildzahnhai wird in der Roten Liste der International Union for Conservation of Nature (IUCN) als gefährdet („vulnerable“) geführt, während vom Großaugen-Sandtigerhai keine ausreichenden Daten für eine Einstufung vorliegen („Data deficient“).

## Belege
1. ↑  Odontaspis im Catalog of Fishes (englisch)
2. ↑  Deborah L. Bowden, Carolina Vargas-Caro, Jennifer R. Ovenden, Michael B. Bennett & Carlos Bustamante: The phylogenomic position of the grey nurse shark Carcharias taurus Rafinesque, 1810 (Lamniformes, Odontaspididae) inferred from the mitochondrial genome. Mitogenome Announcement, 2015, doi: 10.3109/19401736.2015.1089486
3. ↑  Gavin J. P. Naylor, Janine N. Caira, Kirsten Jensen, Kerri A. M. Rosana, Nicolas Straube, Clemens Lakner: Elasmobranch Phylogeny: A Mitochondrial Estimate Based on 595 Species. Seite 38 in Jeffrey C. Carrier, John A. Musick, Michael R. Heithaus: Biology of Sharks and Their Relatives (Marine Biology). Verlag: Crc Pr Inc, 2012, ISBN 1-4398-3924-7. DOI: 10.1201/b11867-4
4. ↑  Kenshu Shimada: Phylogeny of lamniform sharks (Chondrichthyes: Elasmobranchii) and the contribution of dental characters to lamniform systematics. Paleontological Research, 9(1):55-72 (2005). doi: 10.2517/prpsj.9.55
5. ↑  Nicholas R. Stone und Kenshu Shimada: Skeletal Anatomy of the Bigeye Sand Tiger Shark, Odontaspis noronhai (Lamniformes: Odontaspididae), and Its Implications for Lamniform Phylogeny, Taxonomy, and Conservation Biology. Copeia 107(4), 632-652, (2019). doi: 10.1643/CG-18-160